# Luigi Lunari
Luigi Lunari, né à Milan (Italie) en 3 janvier 1934 et mort le 15 août 2019 dans la même ville,, est un dramaturge, écrivain et essayiste italien.

## Biographie
Docteur en jurisprudence, Luigi Lunari a également étudié la composition et la direction d'orchestre à l' Académie Chigiana de Sienne avec Franco Ferrara. Il aborde le théâtre dans de multiples directions, se consacrant à la fois à l’enseignement universitaire, à la critique journalistique et à la répétition. Pendant plus de vingt ans, de 1961 à 1982, il collabore avec Paolo Grassi et Giorgio Strehler au Piccolo teatro de Milan en tant que chef d'études et dramaturge, acquérant une connaissance approfondie du théâtre contemporain.
Il a aussi développé une activité intense de traducteur et, pour l'éditeur Rizzoli, il a traduit toutes les œuvres de Molière en italien et a écrit pour le théâtre des œuvres civiques et satiriques comme Il Senatore Fox , Nel Nome del Padre . En 1994, son travail Fausse adresse Tre sull'altalena devient un succès mondial. Il a été traduit dans plus de vingt langues.
Il a publié plusieurs essais sur le théâtre: Lawrence Olivier , Le Mouvement dramatique irlandais , Être ou ne pas être - anthologie du monologue théâtral, un essai original sur Marie de Nazareth et un roman historique en trois volumes sur Hernán Cortés et la conquête du Mexique.

## Œuvre

### Comédies et drames
- Giovanna (1952)
- Tarantella con un piede solo (1958)
- Gli ingannati (1963)
- L'incidente (1966)
- Non so, non ho visto, se c'ero dormivo (1966)
- Non spingete, scappiamo anche noi! (1967)
- I contrattempi del tenente Calley (1973)
- Le Sénateur Fox (Il senatore Fox) (1979)
- Storia d'amore (1982)
- La stagione del garofano rosso (1987)
- Sogni proibiti di una fanciulla in fiore (1987)
- Fausse adresse, aussi Trois sur la balançoire (Tre sull'altalena) (1989)
- L'uomo che incontrò se stesso (1995)
- Nel nome del Padre (1997)
- La barca di Platone, ovvero Somnium Platonis (1998)
- Rosso profondo (1999)
- Contributi alla storia della letteratura italiana del '300  (2002)
- Sotto un ponte, lungo un fiume... (2004)
- Elisabetta e il suo pirata (2004)
- Tutti gli uomini di Annalisa (2005)
- Er padre de li santi, ovvero I monologhi del cazzo (2005)
- Il canto del cigno (2006)
- L'ultima vittoria (2013)
- Amor sacro, amor profano (2014)
- Tutto per bene (2015)

## Récompenses et distinctions
Commandeur de l'ordre du Mérite de la République italienne - 27 décembre 2017.